# Amphianthus mopseae
Amphianthus mopseae är en havsanemonart som först beskrevs av Daniel Cornelius Danielssen 1890.  Amphianthus mopseae ingår i släktet Amphianthus och familjen Hormathiidae. Inga underarter finns listade i Catalogue of Life.